# قفلة كباس
قفلة كباس هي قرية يمنية تقع في مديرية صوير التابعة لمحافظة عمران شمال غرب اليمن بالقرب من منطقة شهارة الأثرية. وتتبع القرية عزلة فليح من قبائل بني عرجلة.

## التضاريس والمناخ
تقع القرية في منطقة جبلية ووديان زراعية ويتميز مناخها حار صيفاً معتدل شتاءاً وتهطل الأمطار فيها في موسمي الصيف والخريف موسمي الزراعة فيها.

## السكان
تستوطن المنطقة قبيلة ذو كباس وسميت المنطقة نسباً لاسم القبيلة التي استوطنتها ويبلغ عدد سكانها حوالي ألفي نسمة ويرجع نسب القبيلة إلى عذر بن حاشد.

## أهم المعالم

### سوق شيب
يبعد عن القرية مسافة 500 متر وهو سوق تجاري خاص بمديرية صوير يقام يوم الإربعاء من كل أسبوع ويتسوق إليه أبناء المديرية.